# 倉田白羊

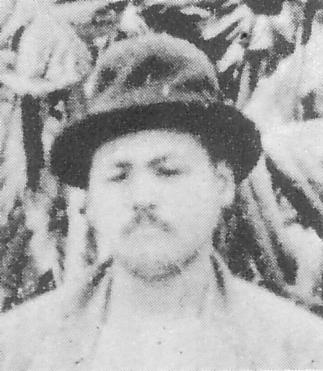
倉田白羊

倉田白羊（くらた はくよう、1881年〈明治14年〉12月25日 - 1938年〈昭和13年〉11月29日）は、日本の洋画家。浦和画家を代表する人物でもある。

## 人物
自然をモデルにした作品を多く発表し、初期文展に入選を重ねた。山本鼎の提唱した農民美術運動の協力者でもある。本名は重吉（しげよし）。

## 経歴
埼玉県浦和町（現・さいたま市浦和区）出身。父の倉田幽谷は佐倉藩士の漢学者で、安井息軒の高弟であった。
1894年（明治27年）、洋画家・浅井忠の門下生となる。これは、浅井に師事し将来を嘱望されていたが23歳で早世した兄・倉田弟次郎の遺志を継ぐためであった。この頃、同じく浅井の門下生だった石井柏亭と親しくなる。
1896年（明治29年）、師・浅井が東京美術学校（現・東京芸術大学美術学部）の教師として迎えられたため、1898年（明治31年）に倉田もこれを追うように入学し、1901年（明治34年）に首席で卒業。同年、群馬県沼田中学校に奉職。
1902年（明治35年）、太平洋画会に参加。1904年（明治37年）群馬県沼田中学校を退職後、時事新報社に入社し、カットや美術展評などの仕事を行う。またこの頃から、「白羊」の雅号を用いるようになった。
1907年（明治40年）には、第一回文部省美術展覧会に『つゆはれ』で入選。この頃から倉田の活動も活発になっていく。1909年（明治42年）、時事新報社を退社。翌年には山本鼎、石井柏亭、森田恒友による美術文芸雑誌『方寸』に参加し、同じ頃「パンの会」にも参加。1912年（大正元年）第6回文展では『川のふち』が夏目漱石の美術批評に取り上げられるなどして評判も上がっていき、1915年（大正4年）には日比谷美術館で個展も開いている。
『方寸』で知り合い親友となった小杉未醒の紹介で、押川春浪を中心としたスポーツ社交団体「天狗倶楽部」に入会していた倉田は、1916年（大正5年）、倶楽部の旅行で朝鮮・満州に出かける。これが倉田の転機となった。
この旅行の中で大自然の魅力に取りつかれた倉田の絵からは、以降人間の姿が少なくなっていく。
1922年（大正11年）、同志6名と共に春陽会の創立に参加。同年、山本鼎に日本農民美術研究所の副所長として招かれ、長野県上田市に移住する。以後はここを終生の住処とし、作品を発表しながら農民美術運動の指導にもあたった。
1935年（昭和10年）、持病の糖尿病の悪化、過労のた失明に瀕した。このころ、仕事も半人前なったとの意味で好んで「半人忘斎」と号した。その後も絵は描きつづけたが、病状は悪化。1938年（昭和13年）9月以降には完全に失明し、同年11月29日に死去。墓所は多磨霊園。